# Воля-Стриєвська
Воля-Стриєвська (пол. Wola Stryjewska) — село в Польщі, у гміні Ласьк Ласького повіту Лодзинського воєводства.
Населення — 142 особи (2011).
У 1975-1998 роках село належало до Серадзького воєводства.

## Демографія
Демографічна структура станом на 31 березня 2011 року:
|          | Загалом | Допрацездатний вік | Працездатний вік | Постпрацездатний вік |
| -------- | ------- | ------------------ | ---------------- | -------------------- |
| Чоловіки | 71      | 12                 | 46               | 13                   |
| Жінки    | 71      | 17                 | 37               | 17                   |
| Разом    | 142     | 29                 | 83               | 30                   |